# Paint Creek
Paint Creek är ett kommunfritt område i sydöstra Haskell County i den amerikanska delstaten Texas. Orten har fått sitt namn efter ett närbeläget vattendrag. Texas 47:e guvernör Rick Perry är uppvuxen i Paint Creek. Sin skolgång avslutade han i Paint Creek High School i Haskell. Områdets skoldistrikt heter Paint Creek Independent School District.